# Myrmoderus
Myrmoderus är ett fågelsläkte i familjen myrfåglar inom ordningen tättingar. Släktet omfattar fem arter som förekommer i Sydamerika:
- Rostryggig myrfågel (M. ferrugineus)
- Gråbrynad myrfågel (M. eowilsoni) – nyligen beskriven art
- Vattrad myrfågel (M. ruficauda)
- Vithakad myrfågel (M. loricatus)
- Svartkindad myrfågel (M. squamotus)

Tidigare placerades arterna i släktet Myrmeciza.